# Roberto Carneiro
Roberto Artur da Luz Carneiro (ur. 10 maja 1947 w Cascais) – portugalski inżynier, nauczyciel akademicki i polityk, w latach 1987–1991 minister edukacji.

## Życiorys
Absolwent inżynierii chemicznej, ukończył szkołę inżynierską Instituto Superior Técnico (IST) wchodzącą w skład Uniwersytetu Technicznego w Lizbonie. Kształcił się następnie m.in. na studiach podyplomowych na New University of Ulster at Coleraine. Był dyrektorem uniwersyteckiej gazety „Tempo” i nauczycielem akademickim w IST. Jako wykładowca później związany z Universidade Católica Portuguesa. Kierował na tej uczelni instytutem kształcenia na odległość. Autor licznych publikacji poświęconych edukacji, zarządzaniu wiedzą, rozwojowi mediów czy społeczeństwu informacyjnemu.
Pracował także w administracji rządowej, w latach 1973–1979 był dyrektorem generalnym w resorcie edukacji, a w 1978 doradcą ministra spraw zagranicznych. Pełnił funkcje sekretarza stanu ds. edukacji (1980–1981) oraz sekretarza stanu ds. administracji lokalnej i regionalnej (1981–1983). W latach 1983–1986 kierował projektem badawczym w fundacji Fundação Calouste Gulbenkian, w tym samym okresie zarządzał też instytutem badawczym Instituto Fontes Pereira de Melo. Od 1987 do 1991 sprawował urząd ministra edukacji w rządzie, którym kierował Aníbal Cavaco Silva.
W późniejszych latach był m.in. prezesem telewizji Televisão Independente i członkiem rady fundacji Fundação Calouste Gulbenkian. Przewodniczył radzie zarządzającej fundacji Fundação Escola Portuguesa de Macau. Został też przewodniczącym rady dyrektorów grupy medialno-wydawniczej Forum.

## Odznaczenia
- Krzyż Wielki Orderu Infanta Henryka (2009)[4]
- Krzyż Wielki Orderu Edukacji Publicznej (2017)[4]